# Mîkolo-Hulak, Kazanka
Mîkolo-Hulak (în ucraineană Миколо-Гулак) este localitatea de reședință a comunei Mîkolo-Hulak din raionul Kazanka, regiunea Mîkolaiiv, Ucraina.

## Demografie
Componența lingvistică a localității Mîkolo-Hulak
     Ucraineană (90,93%)
     Rusă (6,61%)
     Română (1,81%)
     Alte limbi (0,39%)
Conform recensământului din 2001, majoritatea populației localității Mîkolo-Hulak era vorbitoare de ucraineană (90,93%), existând în minoritate și vorbitori de rusă (6,61%) și română (1,81%).